# Heterotaxis microiridifolia
A Heterotaxis microiridifolia é uma espécie de orquídea (Orchidaceae) originária do Peru, descoberta por M. Cavero B., em 15 de setembro de 1998, no vale do Rio Candamo, Sandia, Puno, a cerca de 550 metros de altitude. Esta espécie assemelha-se à Heterotaxis valenzuelana.
Publicação da espécie: Heterotaxis microiridifolia (D. E.Benn. & Christenson) Ojeda & Carnevali, Novon 15(4): 580 (2005). 
Holótipo:Herbário Bennttianum.

Isótipo:NY

Basônimo: Maxillaria microiridifolia D. E.Benn. & Christenson, Icon. Orchid. Peruviarum t. 699, (2001).

## Etimologia

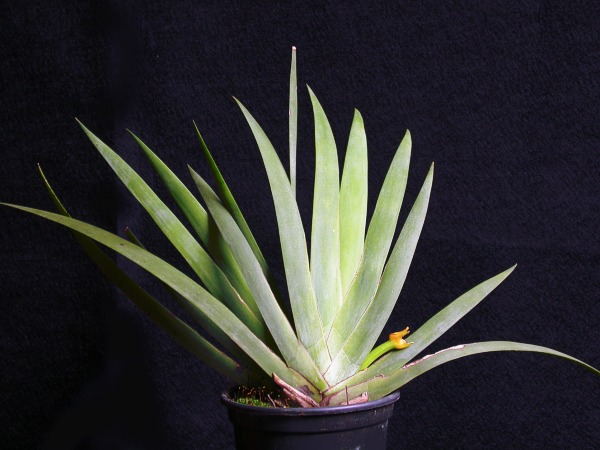
Heterotaxis valenzuelana, espécie com a qual a Heterotaxis microiridifolia se parece - detalhe mostrando as folhas "em formato de íris".

O epíteto é uma referência dupla: tanto ao fato de assemelhar-se à antiga Maxillaria iridifolia (hoje Heterotaxis valenzuelana) como ao fato de suas folhas serem dísticas e pequenas, menores que as da Heterotaxis valenzuelana.